# Barrio Titán
Titán es un barrio perteneciente a la provincia de San Pedro de Macorís de la República Dominicana.

## Origen
Este barrio fue fundado entre los años 1988-1989 por una empresa productora de cemento dominicana. Al principio esta localidad sólo contaba con diez viviendas y estaba conformada por los empleados de la empresa de cemento dominicana. Luego los empleados de esta comunidad construyeron cuarenta viviendas. Después, la empresa vendió parte de los terrenos para construir el nuevo barrio.

## Habitantes
En este barrio residen aproximadamente 80 familias; para un total de 600 personas.

## Límites
Este barrio de la provincia de San Pedro de Macorís limita al sur con Residencial Naime, al este con el Ingenio Santa Fe, al norte con la Autovía y al oeste con Los Vicinis.

## Economía
En un principio la economía este barrio estaba basada en torno a su empresa fundadora, pero se ha desarrollado la economía informal, tal como colmados, buhoneros, frituras y mototaxis.

## Educación
No cuenta con ningún centro educativo. Los estudiantes de esta localidad deben trasladarse al Municipio de Consuelo o los centros educativos de las localidades aledañas.

## Salud
No cuenta con ningún centro de salud . Para cubrir sus necesidades de salud, sus habitantes se trasladan al Hospital Regional Dr. Antonio Musa.

## Actividades culturales y recreativas

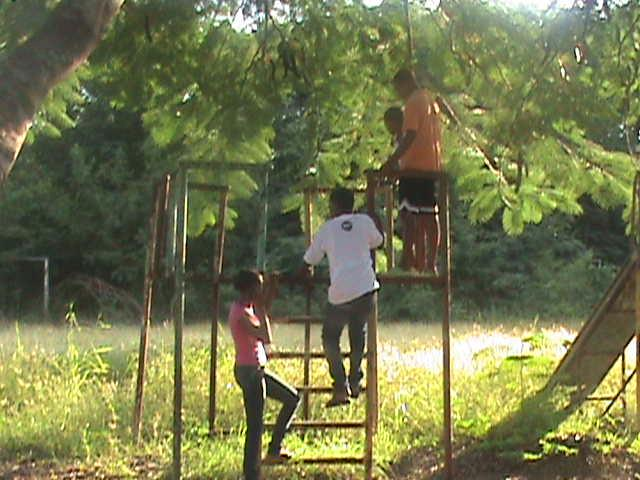
Parque infantil

Las actividades culturales son organizadas por la Junta de Vecinos y las iglesias de la localidad. Además, los niños cuentan con un parque para recrearse.

## Actividades deportivas

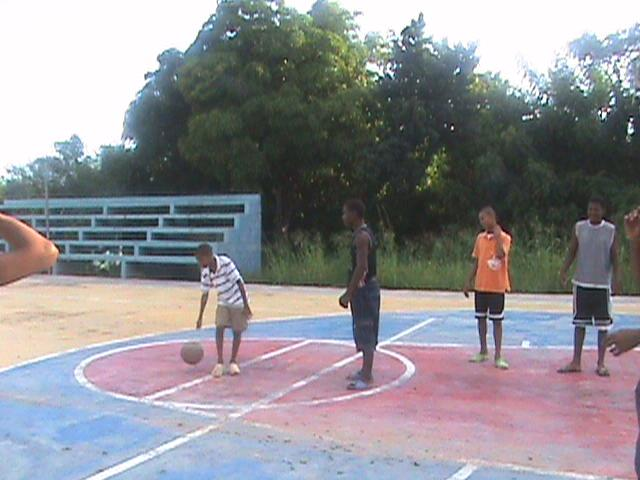
Cancha de baloncesto

Los jóvenes cuentan con una cancha de baloncesto y un play de béisbol en los cuales practican dichos deportes para que puedan mantenerse entretenidos y alejados de los vicios.

## Fauna y flora
- Entre los animales comunes en el Barrio Titán están: perros, gallinas, gatos, chivos, caballos, patos, cerdos, vacas, conejos, y otros.

- Entre las plantas más comunes están: el cerezo, aguacate, naranjo, jobo, guanábano, almendra, pino, guayabo, piña, tamarindo, entre otros.

### Imágenes de la fauna y la flora

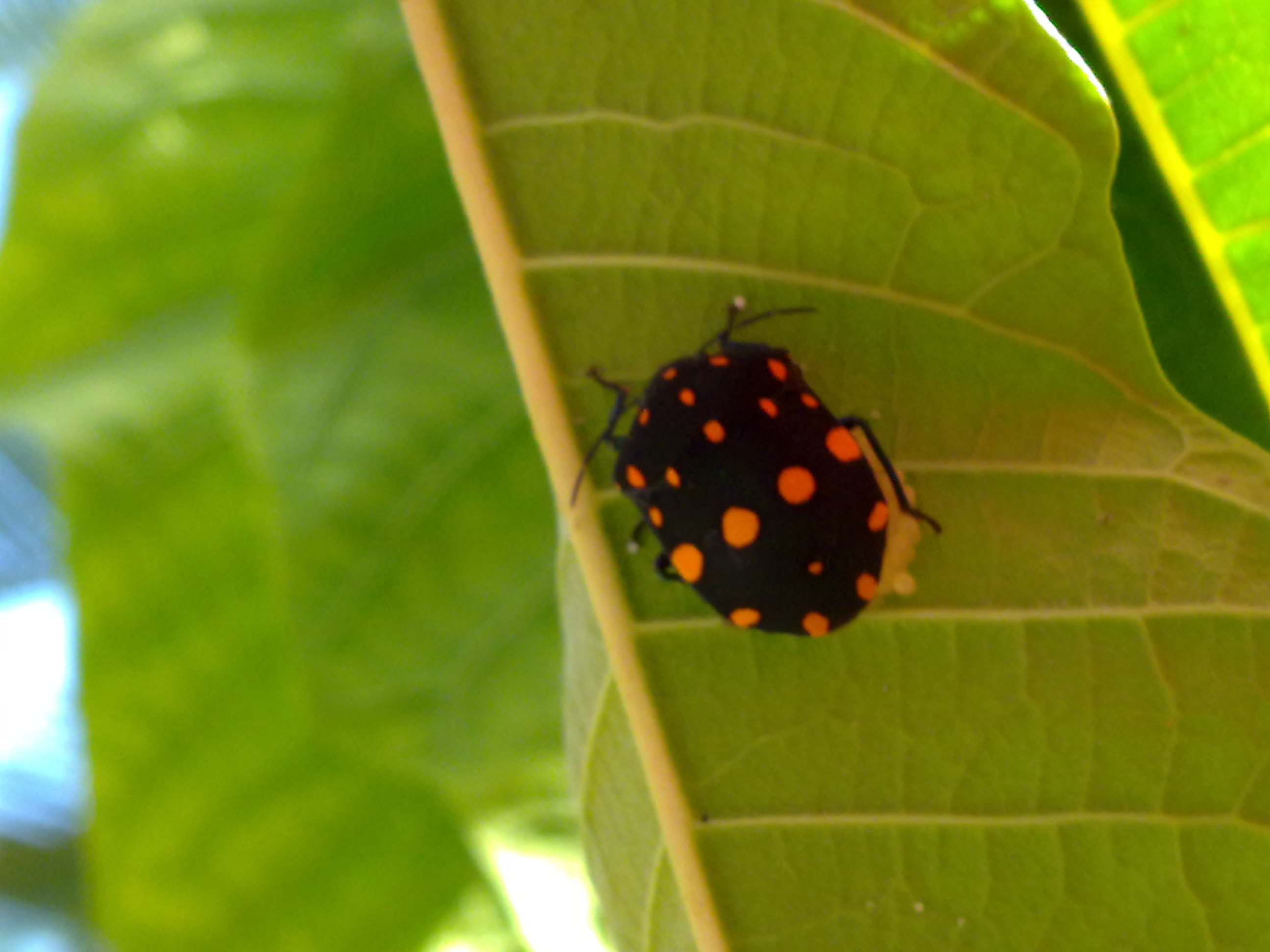
Mariquita
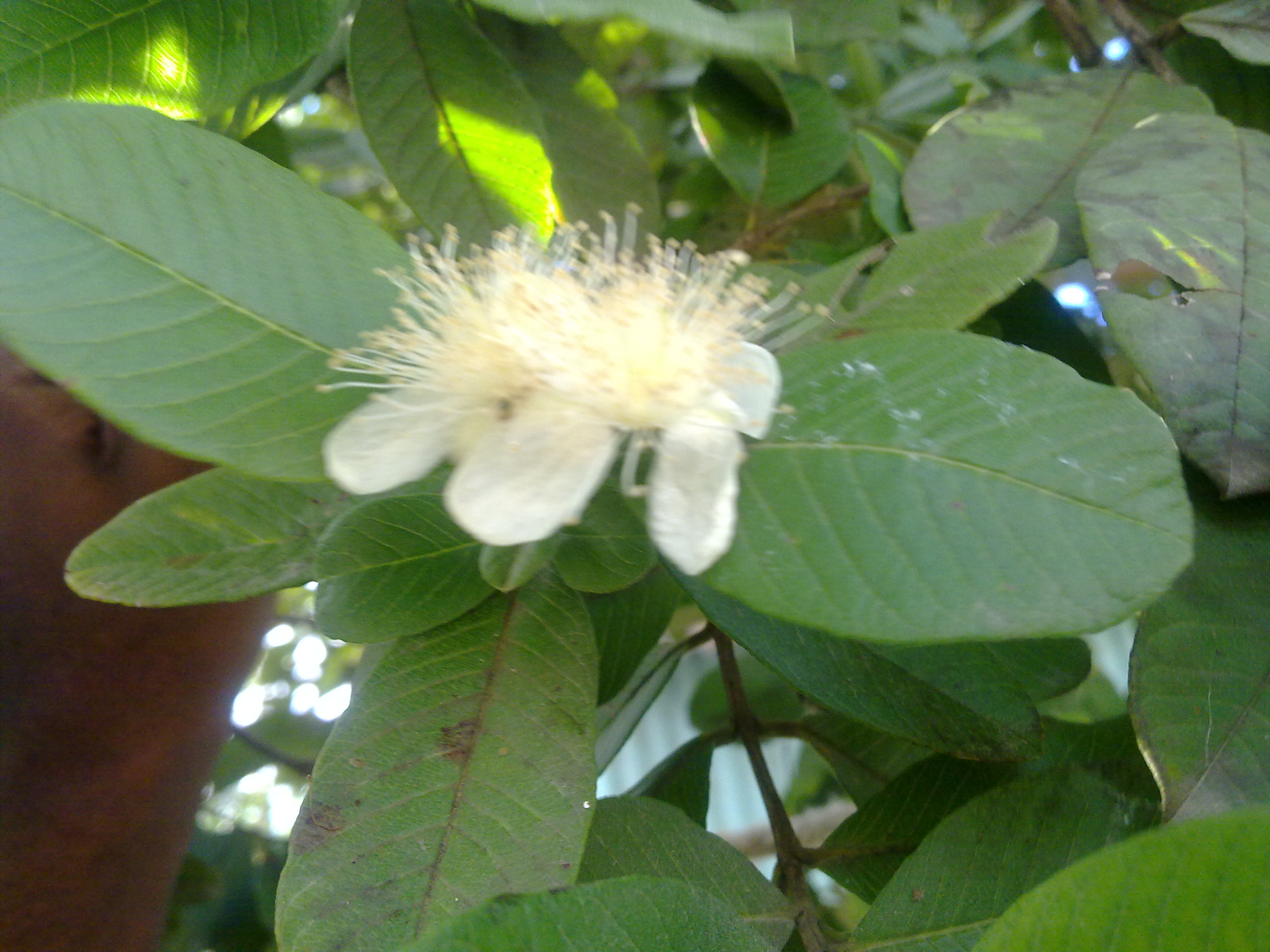
Flor del el guayabo

## Música popular
Entre la música popular de Titán se encuentran los géneros bachata y merengue de calle.